# Liste des espèces exotiques envahissantes préoccupantes pour l'Union européenne
En 2016, à la suite du règlement de l'UE 1143/2014 sur les espèces exotiques envahissantes (EEE), la Commission européenne a publié une première liste de 37 EEE préoccupantes pour l'Union. La liste a été mise à jour pour la première fois en 2017 et comprenait 49 espèces. Elle a été mise à jour une seconde fois en 2019, avec un total de 66 espèces. Depuis la troisième mise à jour en 2022, un total de 88 espèces sont répertoriées comme EEE préoccupantes pour l'Union.
Les espèces figurant sur la liste sont soumises à des restrictions en matière de détention, d'importation, de vente, d'élevage et de culture. Les États membres de l'Union européenne doivent prendre des mesures pour arrêter leur propagation, mettre en place un suivi et, de préférence, éradiquer ces espèces. Même si elles sont déjà répandues dans le pays, ils doivent gérer les espèces afin d'éviter toute nouvelle propagation.

## Liste
| Nom scientifique                                               | Nom vernaculaire                        | Groupe taxonomique | UE   |
| -------------------------------------------------------------- | --------------------------------------- | ------------------ | ---- |
| Acacia saligna (Labill.) H.L.Wendl.                            | Mimosa à feuilles de saule              | Plantae            | 2019 |
| Acridotheres tristis Linnaeus, 1766                            | Martin triste                           | Aves               | 2019 |
| Ailanthus altissima (Mill.) Swingle                            | Ailante glanduleux                      | Plantae            | 2019 |
| Alopochen aegyptiaca Linnaeus, 1766                            | Ouette d'Égypte                         | Aves               | 2017 |
| Alternanthera philoxeroides (Mart.) Griseb.                    | ---                                     | Plantae            | 2017 |
| Ameirus melas                                                  | Poisson-chat commun                     | Actinopterygii     | 2022 |
| Andropogon virginicus L.                                       | ---                                     | Plantae            | 2019 |
| Arthurdendyus triangulatus (Dendy, 1894) Jones & Gerard (1999) | ---                                     | Rhabditophora      | 2019 |
| Asclepias syriaca L.                                           | Asclépiade de Syrie                     | Plantae            | 2017 |
| Axis axis                                                      | Cerf axis                               | Mammalia           | 2022 |
| Baccharis halimifolia L.                                       | Séneçon en arbre                        | Plantae            | 2016 |
| Cabomba caroliniana Gray                                       | ---                                     | Plantae            | 2016 |
| Callosciurus erythraeus Pallas, 1779                           | Écureuil à ventre rouge                 | Mammalia           | 2016 |
| Callosciurus finlaysonii                                       | Écureuil de Finlayson                   | Mammalia           | 2022 |
| Cardiospermum grandiflorum Sw.                                 | ---                                     | Plantae            | 2019 |
| Celastrus orbiculatus                                          | Célastre asiatique, bourreau des arbres | Plantae            | 2022 |
| Channa argus                                                   | Poisson à tête de serpent du nord       | Actinopterygii     | 2022 |
| Cortaderia jubata (Lemoine ex Carrière) Stapf                  | ---                                     | Plantae            | 2019 |
| Corvus splendens Viellot, 1817                                 | Corbeau familier                        | Aves               | 2016 |
| Ehrharta calycina Sm.                                          | ---                                     | Plantae            | 2019 |
| Eichhornia crassipes (Martius) Solms                           | Jacinthe d'eau                          | Plantae            | 2016 |
| Elodea nuttallii (Planch.) St. John                            | Élodée de Nuttall                       | Plantae            | 2017 |
| Eriocheir sinensis H. Milne Edwards, 1854                      | Crabe chinois                           | Crustacea          | 2016 |
| Faxonius rusticus                                              | Écrevisse à taches rouges               | Crustacea          | 2022 |
| Fundulus heteroclitus                                          | Choquemort                              | Actinopterygii     | 2022 |
| Gambusia affinis                                               | Gambusie                                | Actinopterygii     | 2022 |
| Gambusia holbrooki                                             | ---                                     | Actinopterygii     | 2022 |
| Gunnera tinctoria (Molina) Mirbel                              | Nalca, pangue                           | Plantae            | 2017 |
| Gymnocoronis spilanthoides (D.Don ex Hook. & Arn.) DC.         | ---                                     | Plantae            | 2019 |
| Hakea sericea                                                  | Hakéa soyeux                            | Plantae            | 2022 |
| Heracleum mantegazzianum Sommier & Levier                      | Berce du Caucase                        | Plantae            | 2017 |
| Heracleum persicum Fischer                                     | Berce de Perse                          | Plantae            | 2016 |
| Heracleum sosnowskyi Mandenova                                 | Berce de Sosnowsky                      | Plantae            | 2016 |
| Herpestes javanicus É. Geoffroy Saint-Hilaire, 1818            | Mangouste de Java                       | Mammalia           | 2016 |
| Humulus scandens (Lour.) Merr.                                 | ---                                     | Plantae            | 2019 |
| Hydrocotyle ranunculoides L. f.                                | Hydrocotyle fausse renoncule            | Plantae            | 2016 |
| Impatiens glandulifera Royle                                   | Balsamine de l'Himalaya                 | Plantae            | 2017 |
| Koenigia polystachya                                           | Renouée de l’Himalaya                   | Plantae            | 2022 |
| Lagarosiphon major (Ridley) Moss                               | Lagarosiphon élevé                      | Plantae            | 2016 |
| Lampropeltis getula                                            | ---                                     | Reptilia           | 2022 |
| Lepomis gibbosus Linnaeus, 1758                                | Perche soleil                           | Pisces             | 2019 |
| Lespedeza cuneata (Dum.Cours.) G.Don                           | ---                                     | Plantae            | 2019 |
| Limnoperna fortunei                                            | ---                                     | Mollusca           | 2022 |
| Lithobates catesbeianus Shaw, 1802                             | ouaouaron, grenouille-taureau           | Amphibia           | 2016 |
| Ludwigia grandiflora (Michx.) Greuter & Burdet                 | Jussie à grandes fleurs                 | Plantae            | 2016 |
| Ludwigia peploides (Kunth) P.H. Raven                          | Jussie rampante                         | Plantae            | 2016 |
| Lygodium japonicum (Thunb.) Sw.                                | ---                                     | Plantae            | 2019 |
| Lysichiton americanus Hultén & H. St. John                     | Lysichiton américain                    | Plantae            | 2016 |
| Microstegium vimineum (Trin.) A. Camus                         | ---                                     | Plantae            | 2017 |
| Morone americana                                               | Baret, perche blanche                   | Actinopterygii     | 2022 |
| Muntiacus reevesi Ogilby, 1839                                 | Muntjac de Reeves                       | Mammalia           | 2016 |
| Myocastor coypus Molina, 1782                                  | Ragondin                                | Mammalia           | 2016 |
| Myriophyllum aquaticum (Vell.) Verdc.                          | Myriophylle aquatique, M. du Brésil     | Plantae            | 2016 |
| Myriophyllum heterophyllum Michaux                             | Myriophylle hétérophylle                | Plantae            | 2017 |
| Nasua nasua Linnaeus, 1766                                     | Coati roux                              | Mammalia           | 2016 |
| Nyctereutes procyonoides Gray, 1834                            | Chien viverrin                          | Mammalia           | 2017 |
| Ondatra zibethicus Linnaeus, 1766                              | Rat musqué                              | Mammalia           | 2017 |
| Orconectes limosus Rafinesque, 1817                            | Écrevisse américaine                    | Crustacea          | 2016 |
| Orconectes virilis Hagen, 1870                                 | ---                                     | Crustacea          | 2016 |
| Oxyura jamaicensis Gmelin, 1789                                | Érismature rousse                       | Aves               | 2016 |
| Pacifastacus leniusculus Dana, 1852                            | Écrevisse de Californie, É. signal      | Crustacea          | 2016 |
| Parthenium hysterophorus L.                                    | Parthénium matricaire                   | Plantae            | 2016 |
| Pennisetum setaceum (Forssk.) Chiov.                           | ---                                     | Plantae            | 2017 |
| Perccottus glenii Dybowski, 1877                               | ---                                     | Pisces             | 2016 |
| Persicaria perfoliata (L.) H. Gross                            | ---                                     | Plantae            | 2016 |
| Plotosus lineatus (Thunberg, 1787)                             | Poisson-chat rayé                       | Pisces             | 2019 |
| Procambarus clarkii Girard, 1852                               | Écrevisse de Louisiane                  | Crustacea          | 2016 |
| Procambarus fallax f. virginalis (Hagen, 1870)                 | Écrevisse marbrée                       | Crustacea          | 2016 |
| Procyon lotor Linnaeus, 1758                                   | Raton laveur                            | Mammalia           | 2016 |
| Prosopis juliflora (Sw.) DC.                                   | Bayahonde                               | Plantae            | 2019 |
| Pseudorasbora parva Temminck & Schlegel, 1846                  | ---                                     | Pisces             | 2016 |
| Pueraria montana var. lobata (Willd.)                          | ---                                     | Plantae            | 2016 |
| Pycnonotus cafer                                               | Bulbul à ventre rouge                   | Aves               | 2022 |
| Rugulopteryx okamurae                                          | ---                                     | Chromista          | 2022 |
| Salvinia molesta D.S. Mitch.                                   | ---                                     | Plantae            | 2019 |
| Sciurus carolinensis Gmelin, 1788                              | Écureuil gris                           | Mammalia           | 2016 |
| Sciurus niger Linnaeus, 1758                                   | Écureuil fauve, É.-renard               | Mammalia           | 2016 |
| Solenopsis geminata                                            | Fourmi de feu tropicale                 | Insecta            | 2022 |
| Solenopsis invicta                                             | Fourmi de feu                           | Insecta            | 2022 |
| Solenopsis richteri                                            | Fourmi noire importée                   | Insecta            | 2022 |
| Tamias sibiricus Laxmann, 1769                                 | Tamia de Sibérie                        | Mammalia           | 2016 |
| Threskiornis aethiopicus Latham, 1790                          | Ibis sacré                              | Aves               | 2016 |
| Trachemys scripta Schoepff, 1792                               | Tortue de Floride                       | Reptilia           | 2016 |
| Triadica sebifera (L.) Small                                   | Arbre à suif                            | Plantae            | 2019 |
| Vespa velutina nigrithorax du Buysson, 1905                    | Frelon asiatique à pattes jaunes        | Insecta            | 2016 |
| Wasmannia auropunctata                                         | Petite fourmi de feu, fourmi            | Insecta            | 2022 |
| Xenopus laevis                                                 | Xénope lisse                            | Amphibia           | 2022 |